# Binyamin Temkin
Binyamin «Benny» Temkin (en hebreo: בנימין טמקין; Monterrey, 7 de marzo de 1945) es un político mexicano-israelí que se desempeñó como miembro de la Knéset por Meretz entre 1992 y 1996.

## Biografía
Nacido en Monterrey, Nuevo León (México) en 1945, estudió su licenciatura en Economía en la Universidad Autónoma de Nuevo León, y participó en los movimientos estudiantiles de izquierda de los años 1960. En el año 1971, Temkin hizo el aliá hacia el Estado de Israel. Allí, obtuvo una maestría de la Universidad Hebrea de Jerusalén y un doctorado de la Universidad de Columbia, y publicó varios artículos sobre ciencias políticas.
Comenzó su activismo político con grupos de izquierda en la Universidad Hebrea, y estuvo involucrado con el partido Moked y el Campamento de Izquierda de Israel, antes de unirse a Ratz. Presidió su consejo entre 1985 y 1989. De 1989 a 1992 fue secretario general del partido Ratz, y en 1992 fue elegido miembro de la Knéset por la lista de Meretz (entonces una alianza de Ratz, Mapam y Shinui). Presidió el Subcomité sobre Juventud en Problemas y el Comité Parlamentario de Investigación sobre la Violencia entre Jóvenes, antes de perder su escaño en las elecciones de 1996. A partir de ese año hasta 1999, fue secretario general del partido Meretz.
Tras no poder ser reelegido en 1999, Temkin regresó a México para trabajar como académico. Debía reemplazar a Amnon Rubinstein después de que éste renunció a la Knéset en 2002, pero lo rechazó y Uzi Even ocupó el lugar. 
Actualmente, Temkin es profesor e investigador de la Facultad Latinoamericana de Ciencias Sociales (FLACSO) en México. Fue Editor de la revista Perfiles Latinoamericanos y es Director de la Maestría en Política y Gestión Ambiental y Energética de FLACSO-México.